# 알루시타

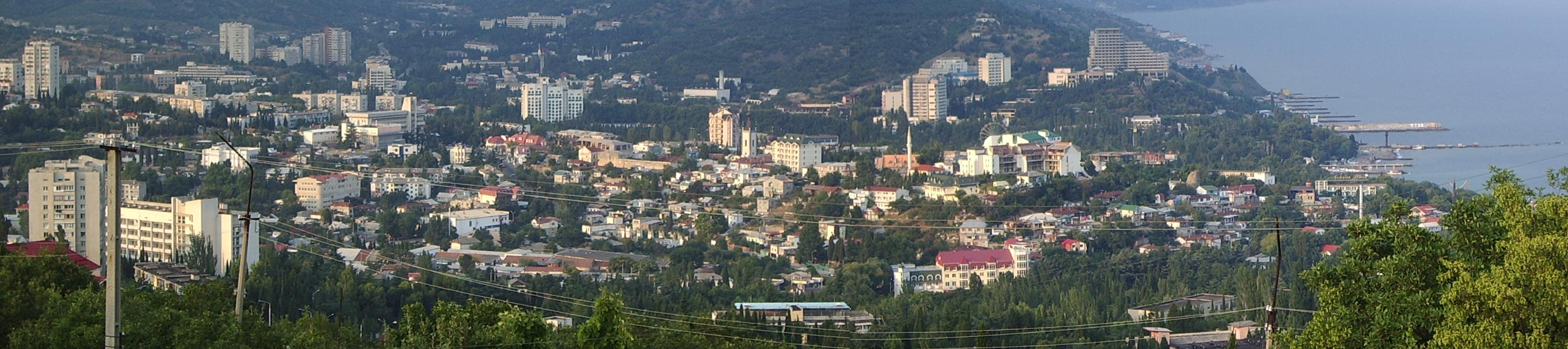
알루시타

알루시타(러시아어: Алу́шта, 우크라이나어: Алушта 알루슈타[*], 크림 타타르어: Aluşta)는 러시아와 우크라이나 간의 영토 분쟁 지역인 크림반도에 있는 도시이다. 러시아 크림 공화국(사실상) 또는 우크라이나 크림 자치 공화국(국제적인 승인)에 위치한다. 참고로 크림반도는 2014년 이후부터 우크라이나로부터 독립을 선언하여 러시아에 병합되었지만 대다수의 국가와 유엔은 이를 인정하지 않고 있다.
면적은 6.983km2, 높이는 50m, 인구는 29,078명(2014년 기준), 인구 밀도는 4,264.78명/km2이다. 구르주프와 수다크를 연결하는 도로와 접한다.

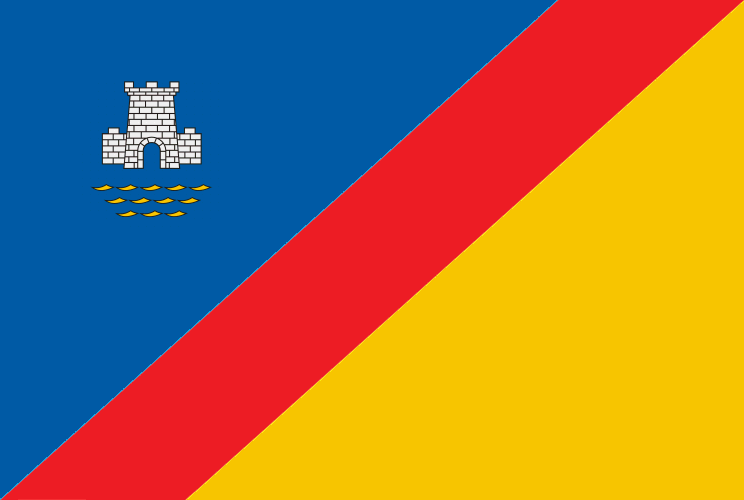
시기
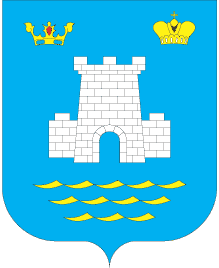
시 문장

## 자매 도시
- 미국 산타크루즈
- 폴란드 지에르조니우프
- 핀란드 애네코스키
- 라트비아 유르말라